# Biflustra cetrata
Biflustra cetrata is een mosdiertjessoort uit de familie van de Membraniporidae. De wetenschappelijke naam van de soort is voor het eerst geldig gepubliceerd in 1926 door Harmer.